# Jürgen Werner (wielrenner)
Jürgen Werner (Zwickau, 20 juli 1970) is een Duits voormalig professioneel wielrenner. Hij reed onder meer drie seizoenen voor Team Telekom. Hij werd in 1988 derde op het wereldkampioenschap baanwielrennen op de ploegenachtervolging bij de junioren, samen met Ingo Claus, Matthias Friedel en Guido Fulst.

## Belangrijkste overwinningen
1990
- Proloog Ronde van Noorwegen

1991
- 12e etappe Ronde van Mexico

1992
- 3e etappe Ronde van Beieren
- 8e etappe Ronde van Beieren

1993
- 6e etappe Ronde van Beieren

1998
- 6e etappe Vredeskoers

1999
- 6e etappe Ronde van Nedersaksen
- 2e etappe Ronde van Saksen

2000
- Rund um Düren

2002
- Proloog Jadranska Magistrala
- 4e etappe Ronde van Saksen

## Resultaten in voornaamste wedstrijden
| Jaar | Milaan-San Remo | Ronde van Vlaanderen | Parijs-Roubaix | Luik-Bast.‑Luik | Cyclassics Hamburg |
| ---- | --------------- | -------------------- | -------------- | --------------- | ------------------ |
| 1997 | 134e            | 20e                  | 55e            | 91e             |                    |
| 1999 |                 |                      |                |                 | 10e                |
| 2002 |                 |                      |                |                 | 33e                |

## Externel link
- (en)  Profiel van Jürgen Werner op ProCyclingStats
- (en)  Profiel van Jürgen Werner op Firstcycling.com
- Profiel van Jürgen Werner op De wielersite

Wielerploegen van Jürgen Werner
Aldag ·
Ampler ·
Audehm ·
Bölts ·
De Wilde ·
Gröne ·
Hanegraaf ·
Henn ·
Heppner ·
Holm ·
Krieger · 
Kummer ·
Ludwig ·
Merckx ·
Raab ·
van Orsouw ·
Wesemann ·
Zabel ·
Teutenberg (stagiair) ·
Werner (stagiair)
Aldag ·
Audehm ·
Bölts ·
Dietz ·
Gröne ·
Hanegraaf ·
Henn ·
Heppner ·
Holm ·
Krieger · 
Kummer ·
Ludwig ·
Merckx ·
Raab ·
van Orsouw ·
Werner ·
Wesemann ·
Zabel ·
Lehmann (stagiair) ·
Rich (stagiair) ·
Ullrich (stagiair)
Aldag ·
Audehm ·
Bölts ·
Dietz ·
Gröne ·
Henn ·
Heppner ·
Holm ·
Hundertmarck ·
Kummer ·
Lafis · 
Ludwig ·
Poelnikov ·
Raab ·
Trumheller ·
Ullrich ·
Werner ·
Wesemann ·
Zabel
Aldag ·
Andersson (tot 31/10) ·
Audehm ·
Bölts ·
Dietz ·
Henn ·
Heppner ·
Holm ·
Hundertmarck ·
Kummer ·
Lafis · 
Ludwig ·
Meinert-Nielsen ·
Riis ·
Ullrich ·
Werner ·
Wesemann ·
Zabel ·
Kyneb (stagiair)
Aggiano ·
Balducci ·
Bettin ·
Colagè ·
Della Bianca ·
Fortunato ·
Lietti ·
Luna ·
Mazzanti ·
Oeslamin · 
Piepoli ·
F. Puttini ·
N. Puttini ·
Romio ·
Salvato ·
Steinhauser ·
Werner ·
Rubini (stagiair) ·
Sacchetti (stagiair) ·
Venturini (stagiair)